# Premi Platino a la millor interpretació masculina en minisèrie o telesèrie
El Premi Platino a la millor interpretació masculina en minisèrie o teleserie és un dels premis al mèrit atorgats per Entitat de Gestió de Drets dels Productors Audiovisuals i Federació Iberoamericana de Productors Cinematogràfics i Audiovisuals. La categoria va ser presentada per primera vegada en la V edició dels Premis Platino el 2018.
Poden optar a aquest premi tots els actors iberoamericans que participin amb papers principals en les Minisèries o Teleseries de Ficció que optin als Premis i que apareguin en els títols de crèdit.
Cadascun d'aquests premis serà atorgat de manera individual a una única persona per categoria, no podent, en cap cas, presentar-se candidatures conjuntes.

## Guanyadors i finalistes
Indica la pel·lícula guanyadora en cada edició.

### 2010s
| Edició                             | Actor           | Minisèrie o telesèrie   | Paper             | Ref.  |
| ---------------------------------- | --------------- | ----------------------- | ----------------- | ----- |
| 2018 V edició dels Premis Platino  | Julio Chávez    | El maestro              | Prat              | [ 2 ] |
| 2018 V edició dels Premis Platino  | Júlio Andrade   | 1 contra todos          | Cadu              | [ 3 ] |
| 2018 V edició dels Premis Platino  | Luis Brandoni   | Un gallo para Esculapio | Chelo Esculapio   | [ 3 ] |
| 2018 V edició dels Premis Platino  | Asier Etxeandia | Velvet Colección        | Raúl de la Riva   | [ 3 ] |
| 2018 V edició dels Premis Platino  | Peter Lanzani   | Un gallo para Esculapio | Nelson            | [ 3 ] |
| 2019 VI edició dels Premis Platino | Diego Luna      | Narcos: Mexico          | Félix Gallardo    | [ 4 ] |
| 2019 VI edició dels Premis Platino | Diego Boneta    | Luis Miguel: la serie   | Luis Miguel       | [ 5 ] |
| 2019 VI edició dels Premis Platino | Nicolás Furtado | El marginal             | Juan Pablo Borges | [ 5 ] |
| 2019 VI edició dels Premis Platino | Javier Rey      | Fariña                  | Sito Miñanco      | [ 5 ] |

### 2020s
| Edició                               | Actor               | Minisèrie o telesèrie   | Paper                                                     | Ref.  |
| ------------------------------------ | ------------------- | ----------------------- | --------------------------------------------------------- | ----- |
| 2020 VII edició dels Premis Platino  | Álvaro Morte        | La casa de papel        | Sergio Marquina (The Professor) / Salvador "Salva" Martín | [ 6 ] |
| 2020 VII edició dels Premis Platino  | Javier Cámara       | Vota Juan               | Juan Carrasco                                             |       |
| 2020 VII edició dels Premis Platino  | Óscar Jaenada       | Hernán                  | Hernán Cortés                                             |       |
| 2020 VII edició dels Premis Platino  | Jorge Román         | Monzón                  | Carlos Monzón                                             |       |
| 2021 VIII edició dels Premis Platino | Andrés Parra Medina | El robo del siglo       | Roberto Lozano "Chayo"                                    | [ 7 ] |
| 2021 VIII edició dels Premis Platino | Alejandro Speitzer  | Alguien tiene que morir | Gabino Falcón                                             |       |
| 2021 VIII edició dels Premis Platino | Álvaro Morte        | La casa de papel        | El profesor                                               |       |
| 2021 VIII edició dels Premis Platino | Eduard Fernández    | 30 monedas              | Padre Manuel Vergara                                      |       |
| 2022 IX edició dels Premis Platino   | Javier Cámara       | Venga Juan              | Juan Carrasco"                                            | [ 8 ] |
| 2022 IX edició dels Premis Platino   | Chino Darín         | El reino                | Julio Clamens                                             | [ 9 ] |
| 2022 IX edició dels Premis Platino   | Darío Grandinetti   | Hierro                  | Antonio Díaz                                              | [ 9 ] |
| 2022 IX edició dels Premis Platino   | Diego Boneta        | Luis Miguel: la serie   | Luis Miguel                                               | [ 9 ] |